# Langenbroich
Langenbroich è la più piccola frazione del comune tedesco di Kreuzau, circondario di Düren, NRW. Langenbroich si trova nel Nordeifel, non lontano da Hürtgenwald, nella zona di villeggiatura Rureifel.
In Langenbroich si trova la Heinrich-Böll-Haus Langenbroich, la precedente abitazione di Heinrich e Annemarie Böll, una ex cascina che la coppia acquistò nel 1966. Langenbroich divenne famosa in tutto il mondo quando Heinrich Böll, nel febbraio 1974, aveva accolto nella propria casa il Premio Nobel per la Letteratura Alexander Solschenizyn, che era stato cacciato dall'allora Unione Sovietica. In quella casa oggi si trova un rifugio per artisti perseguitati, che qui, con l'aiuto temporaneo di un sussidio in denaro, possono riprendere la loro attività indisturbati.
A Langenbroich vi è la chiesa suffraganea dello Sposalizio di Maria Vergine, una chiesa barocca in pietrisco a navata unica risalente all'inizio del 18º secolo.
Nel bosco intorno a Langenbroich si trovano le tracce della città mineraria (Bergbaus) dello scorso secolo. Tra l'altro vi sono le rovine di una fabbrica, che nella seconda metà del 19º secolo fu eretta da inglesi ma che già negli anni 1870 fu abbandonata.
Fino al 1969 Langenbroich apparteneva all'Amt Straß-Bergstein, che il 1º luglio 1969 entrò a far parte di Hürtgenwald. Il 1º gennaio 1972 fu incorporata in Kreuzau.